# Тоттенхэм Хотспур (стадион)
«Тоттенхэм Хотспур Стэдиум» (англ. Tottenham Hotspur Stadium) — футбольный стадион в Тоттенеме на севере Лондона, Англия. Домашний стадион одноимённого клуба. Вмещает более 62 тысяч зрителей и является крупнейшим после «Уэмбли» футбольным стадионом Лондона.
Стадион иногда упоминается названием как «Новый Уайт Харт Лейн» (англ. New White Hart Lane) болельщиками и некоторыми средствами массовой информации.
Часть стадиона находится на участке, который занимал прежний домашний стадион «Тоттенхэм Хотспур», «Уайт Харт Лейн».
Проект строительства нового домашнего стадиона «Тоттенхэм Хотспур» был анонсирован в 2008 году, но из-за длительных согласований строительство началось только в 2015 году. Открытие стадиона состоялось весной 2019 года.

## Строительство

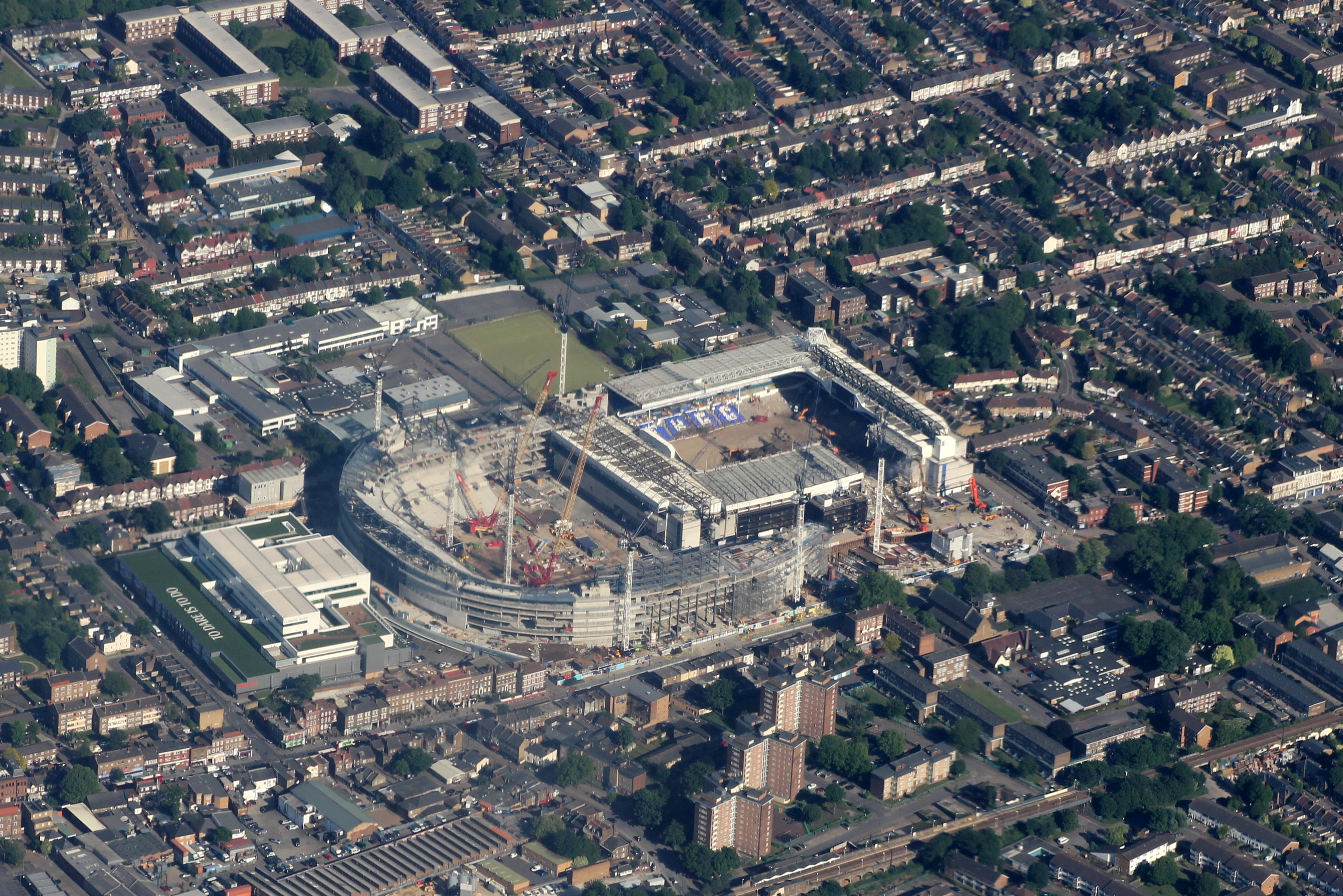
Строительство нового стадиона в мае 2017 года на территории, примыкающей к местоположению прежнего «Уайт Харт Лейн» (справа)

Строительство стадиона началось в 2015 году с возведения северной секции (включающей северную, западную и восточную трибуны). Строительство южной трибуны началось после демонтажа примыкающего к стройке стадиона «Уайт Харт Лейн», который начался сразу после завершения сезона 2016/17. Весной 2018 года на стадионе была возведена крыша.
При строительстве нового стадиона использовались части демонтированного «Уайт Харт Лейн». В частности, дроблёный бетон из фундамента старого стадиона, смешанный с новым бетоном, использовался для заливки полов. Кирпичи с восточной трибуны «Уайт Харт Лейн» были использованы для оформления бара. Также на новом стадионе установлены таблички со старого стадиона.
Газон на стадионе был уложен в начале октября 2018 года.

## Открытие
Перед официальным открытием стадиона планировалось провести два «тестовых матча», проведение которых неоднократно откладывалось, в частности из-за проблем с системами безопасности и дефектами электропроводки. В итоге «тестовые матчи» на стадионе прошли 24 и 30 марта 2019 года. 24 марта на стадионе сыграли команды «Тоттенхэм Хотспур» и «Саутгемптона» до 18 лет. На игре присутствовало 28 987 зрителей, победу со счётом 3:1 одержали молодые игроки «Тоттенхэма». 30 марта на стадионе встретились «легенды» «Тоттенхэма» и «легенды» итальянского «Интернационале». За игрой наблюдало 41 244 зрителя, победу со счётом 5:4 одержали игроки «Интернационале».
Перед началом сезона 2018/19 планировалось, что официальный матч открытия нового стадиона состоится в сентябре 2018 года, однако дата неоднократно переносилась, в связи с чем большую часть сезона 2018/19 «Тоттенхэм Хотспур» продолжал проводить свои домашние матчи на «Уэмбли». Первый официальный футбольный матч на стадионе прошёл 3 апреля 2019 года: это была игра Премьер-лиги между «Тоттенхэм Хотспур» и «Кристал Пэлас», в которой «шпоры» одержали победу со счётом 2:0.

## Архитектура и структура стадиона
Стадион имеет форму асимметричной чаши, его вместимость на момент открытия составляет 62 062 места. Размеры стадиона составляют примерно 250 метров в длину по северо-южной оси и 200 метров по восточно-западной оси; высота составляет 48 метров. В северной секции стадиона 9 этажей, в южной — 5 этажей. Общая внутренняя площадь стадиона составляет 119 945 м2.
Внутри стадиона установлены четыре больших светодиодных экрана (два из них площадью 190 м2, два других — 179 м2). Снаружи установлены два видеоэкрана на фасаде стадиона. Также внутри и на территории комплекса установлено около 1800 видеоэкранов разных размеров.

### Трибуны
Несмотря на то, что стадион имеет форму чаши, в его составе можно выделить четыре отдельные трибуны. Южная трибуна создана как трибуна домашних болельщиков, она одноярусная и является самой вместительной одноярусной трибуной в Великобритании: её вместимость составляет 17 500 зрителей. Высота южной трибуны составляет 34,1 м. Идея дизайна южной трибуны взята у «жёлтой стены» домашнего стадиона дортмундской «Боруссии» «Сигнал Идуна Парк», сама трибуна должна стать «сердцем» стадиона и создавать основной шум болельщиков во время матчей.
Высота северной трибуны составляет 35,5 м, она состоит из трёх ярусов с вестибюлями на уровнях 1, 2, 4 и 5. Высота восточной и западной трибун составляет 33,8 и 33,2 м соответственно; они имеют вестибюли на уровнях 1 и 5. И восточная, и западная трибуны имеют по четыре яруса: по два больших и два поменьше для размещения премиум-класса и ВИП-лож. На стадионе около 8 тысяч «премиум-мест», а также ВИП-ложи. Все 62 062 сиденья стадиона тёмно-синего цвета (клубные цвета «Тоттенхэма»). 42 тысячи мест зарезервировано для держателей сезонных абонементов клуба. Минимальная ширина сидений составляет 470 мм (по сравнению с  455—460 мм на «Уайт Харт Лейн»), для премиум-класса ширина увеличена до 520—700 мм, с увеличенным пространством для ног. Для выездных болельщиков выделена площадь в северо-восточном углу стадиона, включающая 3000 мест на нижнем ярусе для команд Премьер-лиги и до 15 % от вместимости стадиона на трёх ярусах для домашних кубковых матчей. В северо-западном углу стадиона расположены зоны для посещения матчей с детьми. Также имеются места для зрителей с ограниченными возможностями на всех четырёх трибунах.

## Использование
Стадион может использоваться как для проведения футбольных матчей, так и для матчей НФЛ по американскому футболу и концертных мероприятий. Предполагается, что на стадионе будут проводиться 16 нефутбольных мероприятий в год, включая 2 матча НФЛ и до 6 музыкальных концертов.

### Название
Стадион называется «Тоттенхэм Хотспур Стэдиум» (англ. Tottenham Hotspur Stadium) до заключения соглашения о продаже прав на спонсорское название.